# Derarimus tricarinatus
Derarimus tricarinatus es una especie de coleóptero de la familia Anthicidae.

## Distribución geográfica
Habita en Malasia.